# 2016年リオデジャネイロオリンピックのルクセンブルク選手団
2016年リオデジャネイロオリンピックのルクセンブルク選手団は、2016年8月5日から8月21日にかけてブラジルのリオデジャネイロで開催された2016年リオデジャネイロオリンピックのルクセンブルク選手団である。

## 陸上
男子800m
- Charles Grethen 予選敗退(5位)

女子800m
- Charline Mathias 予選敗退(8位)

## 自転車
男子ロードレース
- フランク・シュレク 20位

女子ロードレース
- Chantal Hoffmann 完走ならず
- Christine Majerus 18位

女子タイムレース
- Christine Majerus 22位

## 水泳
男子100m背泳ぎ
- Laurent Carnol 予選敗退(27位)

男子200m背泳ぎ
- Laurent Carnol 予選敗退(21位)

男子100m自由形
- Raphaël Stacchiotti 予選敗退(47位)

男子200m個人メドレー
- Raphaël Stacchiotti 予選敗退(21位)

男子400m個人メドレー
- Raphaël Stacchiotti 予選敗退(23位)

女子50m自由形
- Julie Meynen 予選敗退(26位)

女子100m自由形
- Julie Meynen 予選敗退(25位)

## 卓球
女子シングルス
- 倪夏蓮 3回戦敗退

## テニス
男子シングルス
- ジレ・ミュラー ベスト16